# Tumulus de Krakus

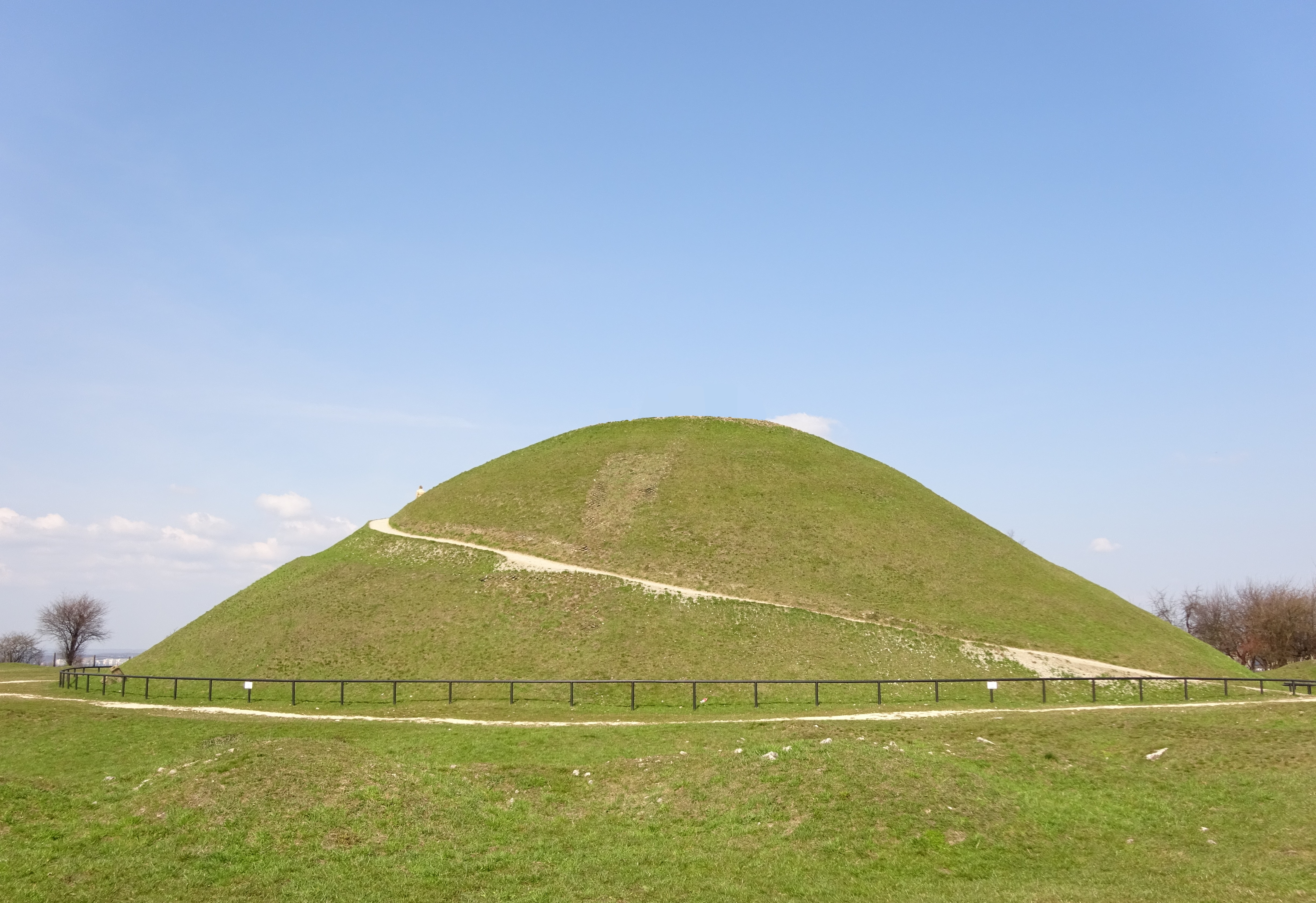
Le tumulus de Krakus, près de Cracovie

Le tumulus de Krakus (en polonais: Kopiec Krakusa) est un monticule artificiel situé à trois kilomètres du centre-ville de Cracovie et dominant le faubourg de Podgórze, sur la rive droite de la  Vistule, en Pologne. Il serait daté de l'Âge du fer.

## Historique
Ce tumulus serait, selon la tradition, le tombeau du roi légendaire Krakus, fondateur mythique de la cité de Cracovie.

## Description
À l'altitude de 271 m, il a 16 m de hauteur pour un diamètre à la base de 60 m. Il est renforcé par de solides poutres en bois recouvertes de terre et d'herbes.

## Datation
L'âge de ce tumulus est indéterminé. Un certain nombre d'artéfacts datant du VIIIe au Xe siècle furent découverts à l'intérieur du tumulus lors des fouilles entreprises dans les années 1930. Selon des hypothèses archéologiques, il daterait de l'époque celtique, entre le IIe et le Ier siècle av. J.-C.

## Folklore
Depuis les temps anciens et jusqu'en 1830, après Pâques, un festival se déroulait chaque année aux abords du tumulus.